# Bielsk Podlaski (comune rurale)
Bielsk Podlaski (in bielorusso Бельск Падляшскі, trasl. Bielsk Padlašsk) è un comune rurale polacco del distretto di Bielsk, nel voivodato della Podlachia.
Ricopre una superficie di 430,14 km² e nel 2004 contava 7 512 abitanti.
Il capoluogo è Bielsk Podlaski, che non fa parte del territorio ma costituisce un comune a sé.
Il bielorusso è riconosciuto e tutelato nel comune come lingua della minoranza.